# Африканские славки
Африканские славки (лат. Macrosphenidae) — недавно выделенное семейство певчих воробьиных птиц. Большинство видов ранее находилось в семействе славковых. Ряд молекулярных исследований славковых и ряд других семейств в надсемействе Sylvioidea, включающем жаворонковых, ласточковых и синицевых, показал, что африканские славки не являются частью семейства славковых, а считаются ранним (базальным) ответвлением всей клады Sylvioidea.

## Распространение и среда обитания
Африканские славки населяют ряд сред обитания Чёрной Африки. Он варьируется от первичных дождевых лесов до его окраин и открытых редколесий у бюльбюлевых славок, от лесистых саванн до сухих зарослей и кустарников у сильвиетт, от каменистых засушливых районов до пастбищ у дамарской большехвостой славки, усатой большехвостой славки и капской большехвостой славки. Подавляющее большинство видов ведёт оседлый образ жизни, однако усатая большехвостая славка и буробрюхая сильвиетта совершают локальные миграции в Западной Африке, связанные с сезоном дождей.

## Описание
Африканские славки варьируются в размерах от небольших сильвиетт, длиной 8 см и весом 6,5 грамм, до усатой большехвостой славки, длиной 19—23 см и весом 29—40 грамм. У родов значительная разница во внешнем виде: например, две большехвостые славки и рыжегрудая пестрогрудка обладают длинными закруглёнными хвостами, а у сильвиетт они едва выходят за кроющие перья и сложенные крылья.

## Поведение
Африканские славки потребляет широкий спектр насекомых. Бюльбюлевые славкиs и сильвиетты питаются в кронах деревьев и кустах, поодиночке или парами, либо небольшими группами, в то время, как другие виды ведут более наземный образ жизни. Встречается нишевое разделение, когда два вида ведут совместное существование, например, краснолицая и длинноклювая сильвиетты по всему ареалу, причём один из них питается в дуплах, а другой — в кустарниках и внизу деревьев. Некоторые виды, как сильвиетта и бюльбюлева славка были замечены в смешанных кормящихся стаях.
Размножение носит сезонный характер и обычно совпадает с концом засухи и началом сезона дождей: точные сроки у видов с широкими ареалами могут сильно отличаться. По многим видам отсутствует какая-либо информация, однако по имеющимся данным африканские славки — моногамные и территориальные птицы. В рамках семейства сильно различается конструкция гнезда: сильвиетты строят гнёзда в форме глубокого кармана, свисающего с ветки, тогда как усатая и капская большехвостые славки, а также рыжегрудая пестрогрудка — в виде чаши, сплетённой из травы.

## Охранный статус
Большинство видов из этого семейства занесены МСОП в список видов, вызывающих наименьшие опасения. Один из видов, ангольская бюльбюлевая славка, находится в списке вымирающих видов. Вид является эндемиком лесных эскарпов западной Анголы, которым угрожает обезлесение и распространение подсечно-огневой системы земледелия, а популяция птиц оценивается в менее тысячи и по-прежнему сокращается. Другой потенциальной проблемой является подвид белобровой сильвиетты, состояние численности которого остаётся неопределённым, поскольку Итурийский конфликт препятствует исследованию её ареала. Возможно она исчезла.

## Классификация

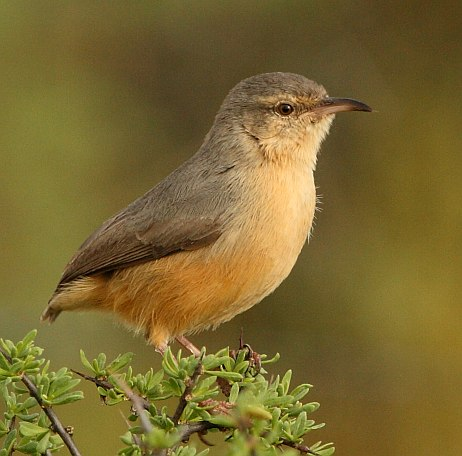
Длинноклювая сильвиетта

Международный союз орнитологов относит к семейству 6 родов и 18 видов:
- Род Achaetops Roberts, 1922
  - Achaetops pycnopygius (P. L. Sclater, 1853) — Дамарская большехвостая славка
- Род Cryptillas Oberholser, 1899
  - Cryptillas victorini (Sundevall, 1860) — Рыжегрудая пестрогрудка[6]; ранее в роде пестрогрудок
- Род Macrosphenus Cassin, 1859 — Бюльбюлевые славки[7]
  - Macrosphenus concolor (Hartlaub, 1857) — Оливковая бюльбюлевая славка[7]
  - Macrosphenus flavicans Cassin, 1859 — Желтобрюхая бюльбюлевая славка[7]
  - Macrosphenus kempi (Sharpe, 1905) — Рыжебокая бюльбюлевая славка[7]
  - Macrosphenus kretschmeri (Reichenow & Neumann, 1895) — Суахильская бюльбюлевая славка[7]
  - Macrosphenus pulitzeri Boulton, 1931 — Ангольская бюльбюлевая славка[7]
- Род Melocichla Hartlaub, 1857
  - Melocichla mentalis (Fraser, 1843) — Усатая большехвостая славка[8]
- Род Sphenoeacus Strickland, 1841 — Большехвостые славки[8]
  - Sphenoeacus afer (J. F. Gmelin, 1789) — Капская большехвостая славка[8]
- Род Sylvietta Lafresnaye, 1839 — Сильвиетты[9]
  - Sylvietta brachyura Lafresnaye, 1839 — Буробрюхая сильвиетта[9]
  - Sylvietta denti Ogilvie-Grant, 1906 — Лимоннобрюхая сильвиетта[9]
  - Sylvietta isabellina D. G. Elliot, 1897 — Сомалийская сильвиетта[9]
  - Sylvietta leucophrys Sharpe, 1891 — Белобровая сильвиетта[9]
  - Sylvietta philippae J. G. Williams, 1955 — Белобрюхая сильвиетта[9]
  - Sylvietta rufescens (Vieillot, 1817) — Длинноклювая сильвиетта[9]
  - Sylvietta ruficapilla Barboza du Bocage, 1877 — Красноухая сильвиетта[9]
  - Sylvietta virens Cassin, 1859 — Зелёная сильвиетта[9]
  - Sylvietta whytii Shelley, 1894 — Краснолицая сильвиетта[9]